# 전주기전중학교
전주기전중학교(全州紀全中學校)는 대한민국 전북특별자치도 전주시 완산구 효자동3가에 있는 사립 중학교이다.

## 학교 연혁
- 1900년 4월 24일 : 미국남장로교 최마태(Mattie Tate) 선교사가 6명의 여학생으로 시작
- 1904년 9월 1일 : 전킨(전마리아) 선교사 제1대 교장 취임
- 1909년 7월 29일 : 교명을 전목사 긔렴여중학교(Junkin Memorial School for Girls)로 정함
- 1937년 10월 5일 : 일제탄압으로 신사참배 거부 후 자진 폐교
- 1946년 11월 26일 : 일제 패망으로 복교
- 1962년 4월 1일 : 학교법인 호남기독학원(전주기전중여고, 전주신흥중고, 광주수피아여중고, 목포정명여중고, 순천매산중고 여고)으로 개편
- 2004년 3월 1일 : 현재의 교지로 신축 이전과 함께 전주기전중학교(남녀공학)로 교명변경
- 2021년 3월 1일 : 제21대 김형배 교장 취임
- 2022년 3월 2일 : 28학급, 학생 800명, 교직원 60명 / 총 졸업생 수 23,624명

## 참고 자료
- 전주기전중학교 - 한국교육학술정보원 학교알리미